# Hugues de Faucogney
Hugues de Faucogney est un noble comtois. Il fut seigneur de Faucogney et de Villersexel à partir de 1150 et vicomte de Vesoul. Marié à Adeline, il fut le père de Gislebert et Pierre.